# Dacalia
Dacalia (em árabe: محافظة الدقهلية; romaniz.: Muḥāfaẓah Al Dāqahliyah) é uma província (moafaza) do Egito sediada em Almançora. Possui 3 538 quilômetros quadrados e segundo censo de 2018, havia 6 626 435 habitantes.